# Friedhof Saint-Jacut-de-la-Mer

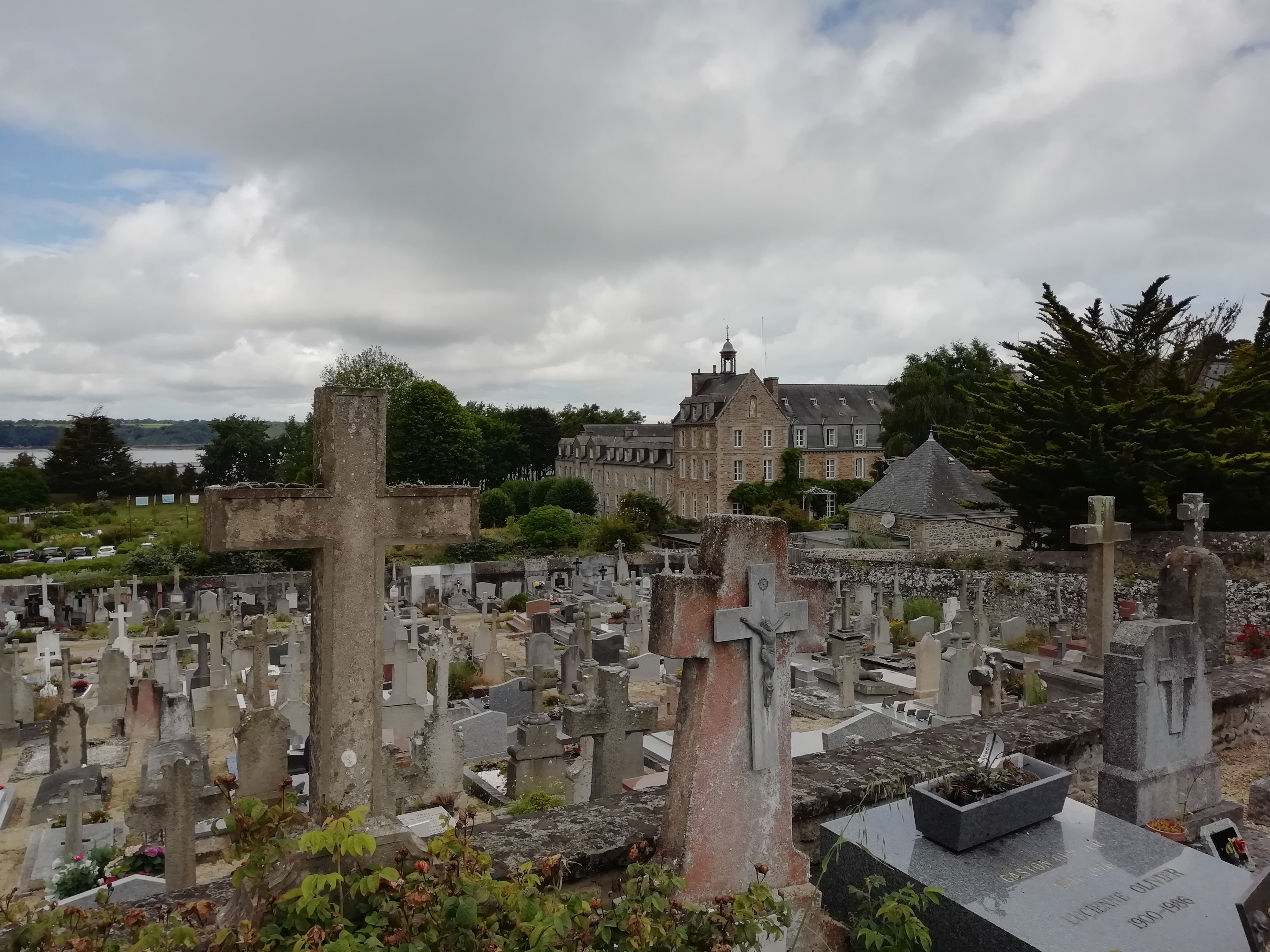
Gesamtansicht des Friedhofs

Der Friedhof der Gemeinde Saint-Jacut-de-la-Mer im französischen Département Côtes-d’Armor in der Bretagne befindet sich zwischen dem ehemaligen Abteikomplex und dem Pfarrhaus und stammt aus dem späten 19. Jahrhundert.
Der Friedhof liegt im Ortskern von Saint-Jacut-de-la-Mer und wird von einer mit Steinplatten abgedeckten Mauer umgeben. Der Haupteingang befindet sich an der Südseite, nahe dem Kriegerdenkmal, und besteht aus zwei Pfeilern mit einem Metalltor.

## Denkmäler
Ein Granit-Friedhofskreuz wurde am 4. Januar 1861 anlässlich des Pastoralbesuchs von Bischof Martial (1796–1861) errichtet. Es wurde auf Initiative von Madame Onésime de Nercy de Vestu gestiftet. Das Kreuz steht auf einem sockelartigen Fundament, dessen Vorderseite die Inschrift O Crux Ave Spes Unica, visite pastorale de Mgr Martial, 4 janvier 1861 trägt. Auf der Rückseite ist zu lesen: Croix érigée par Mme Onésime de Nercy.
Ende des 19. Jahrhunderts wurde auf Wunsch des Gemeinderats von Saint-Jacut-de-la-Mer ein Denkmal für verunglückte Seeleute errichtet. Es besteht aus einem zweistufigen Sockel, auf dem ein Obelisk ruht. Der obere Teil des Obelisken ist mit einem lateinischen Kreuz verziert, während der Sockel mit einem Anker und einem Herz in Flachrelief geschmückt ist. Die Vorderseite des Sockels trägt eine Inschrift zum Gedenken an mehrere im Sturm vom 20. Dezember 1881 umgekommene Seeleute sowie einen 1898 verstorbenen Jungen. Die Inschrift weist auch darauf hin, dass hier künftig ertrunkene Seeleute von Saint-Jacut bestattet werden können.
1886 wurde zu Ehren des benediktinischen Historikers Dom Lobineau ein Denkmal errichtet. Es wurde von den Schwestern der Unbefleckten Empfängnis von Saint-Méen-le-Grand gestiftet. Das Granitdenkmal hat die Form eines Menhirs und wird von einem monolithischen lateinischen Kreuz gekrönt. Auf der Vorderseite befindet sich die lateinische Inschrift domni Lobineau crux.

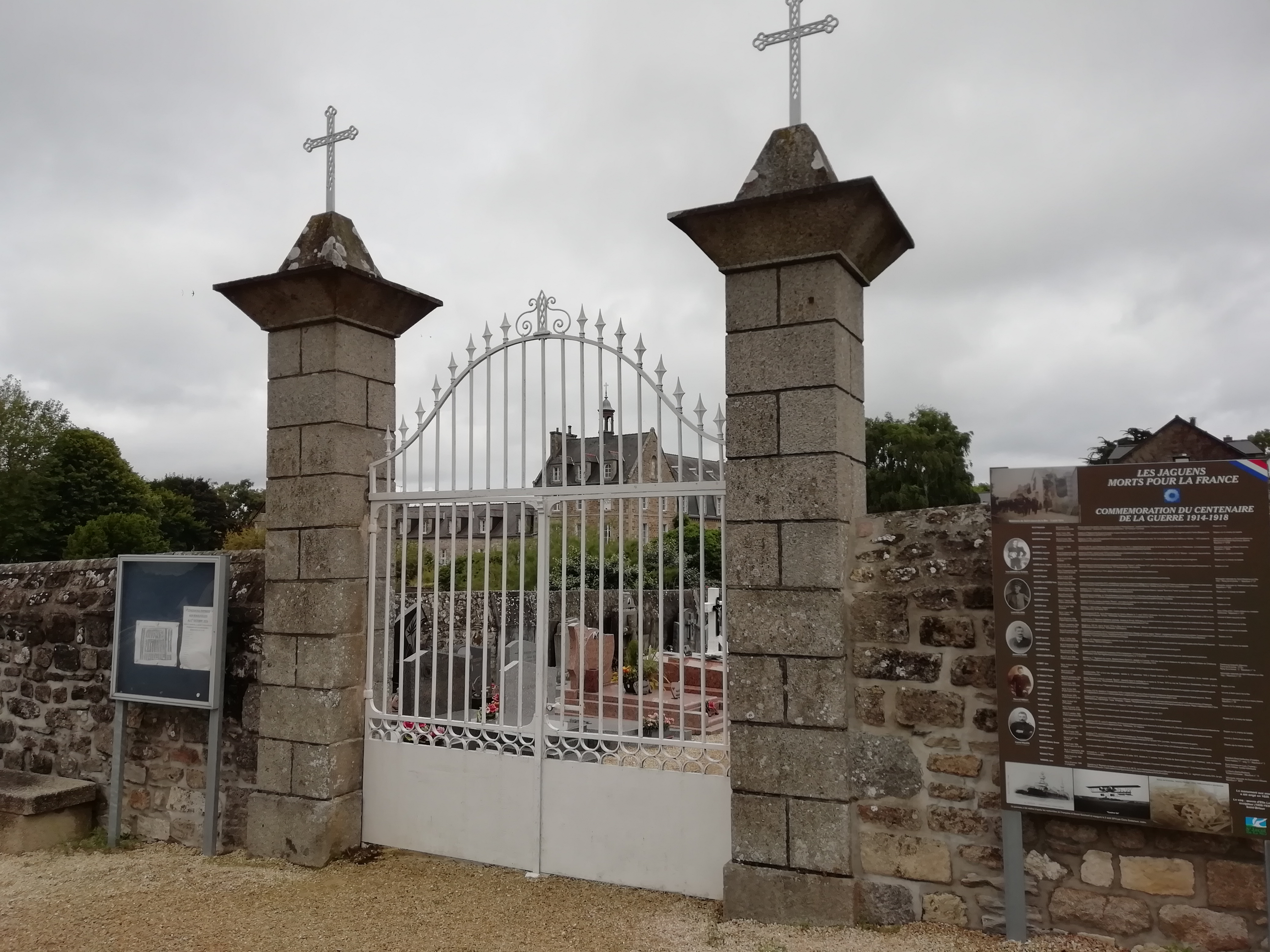
Eingang
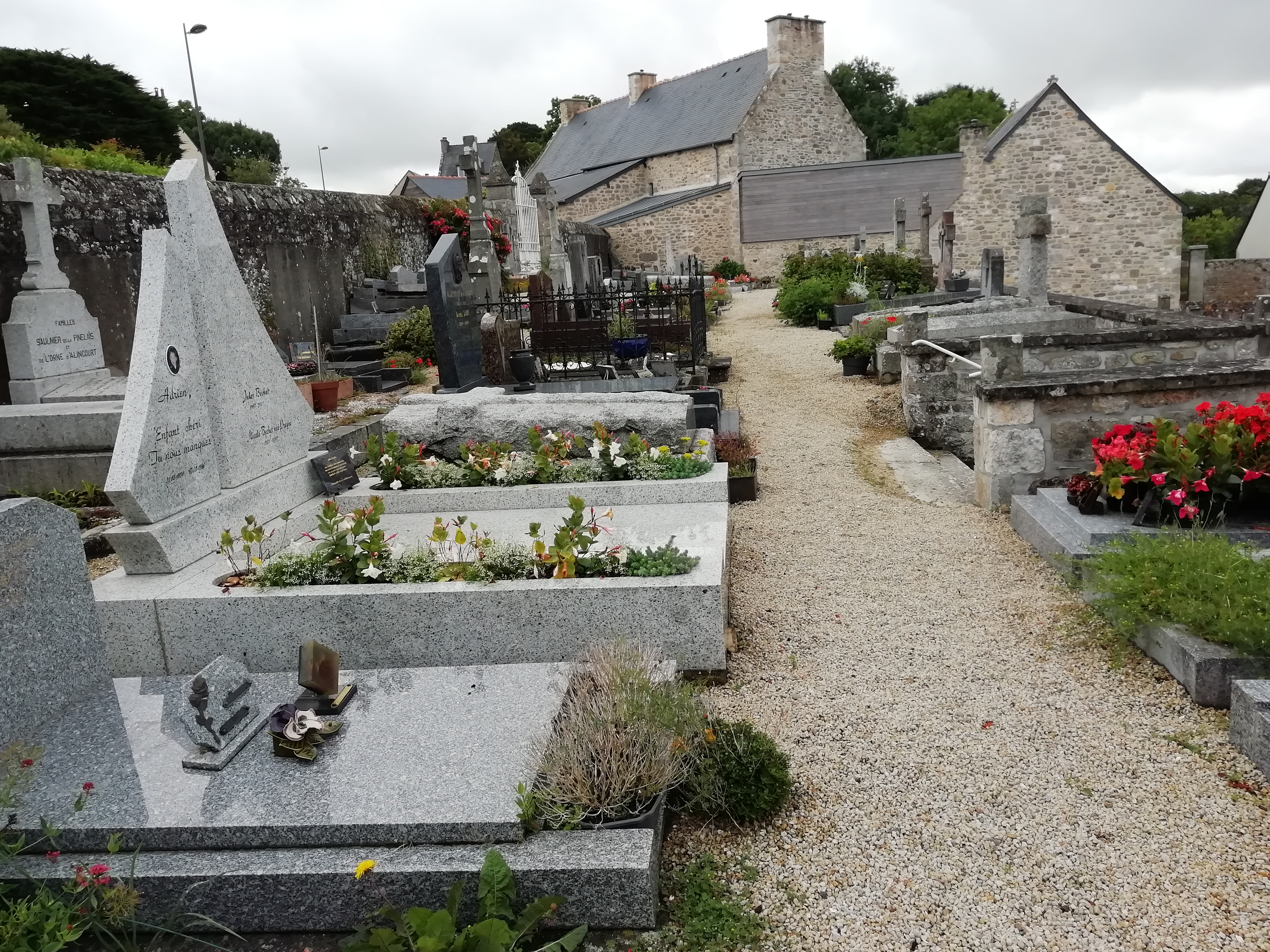
Oberer Teil des Friedhofs
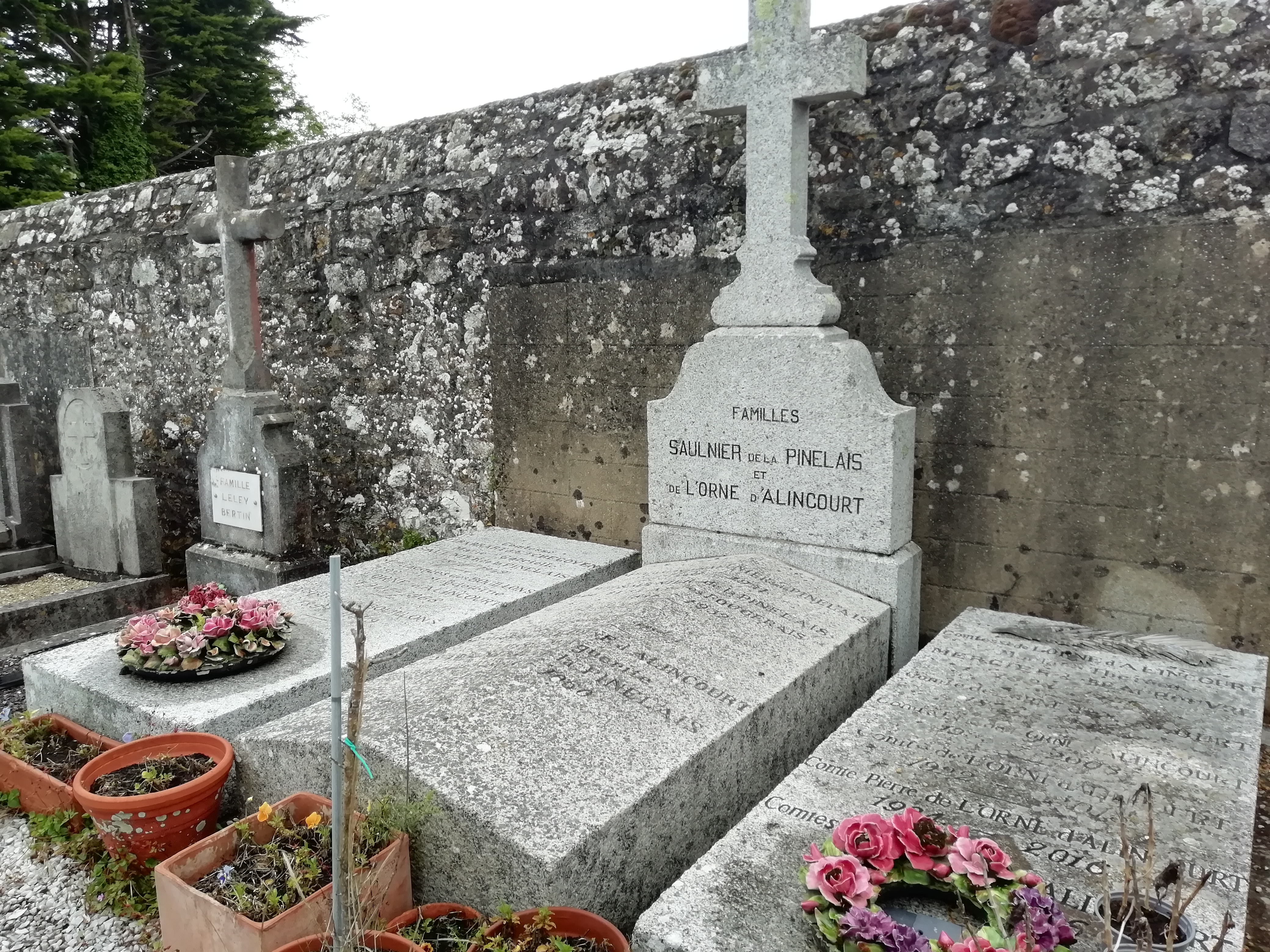
Gräber der Familien Saulnier de la Pinelais und De l’Orne d’Alincourt
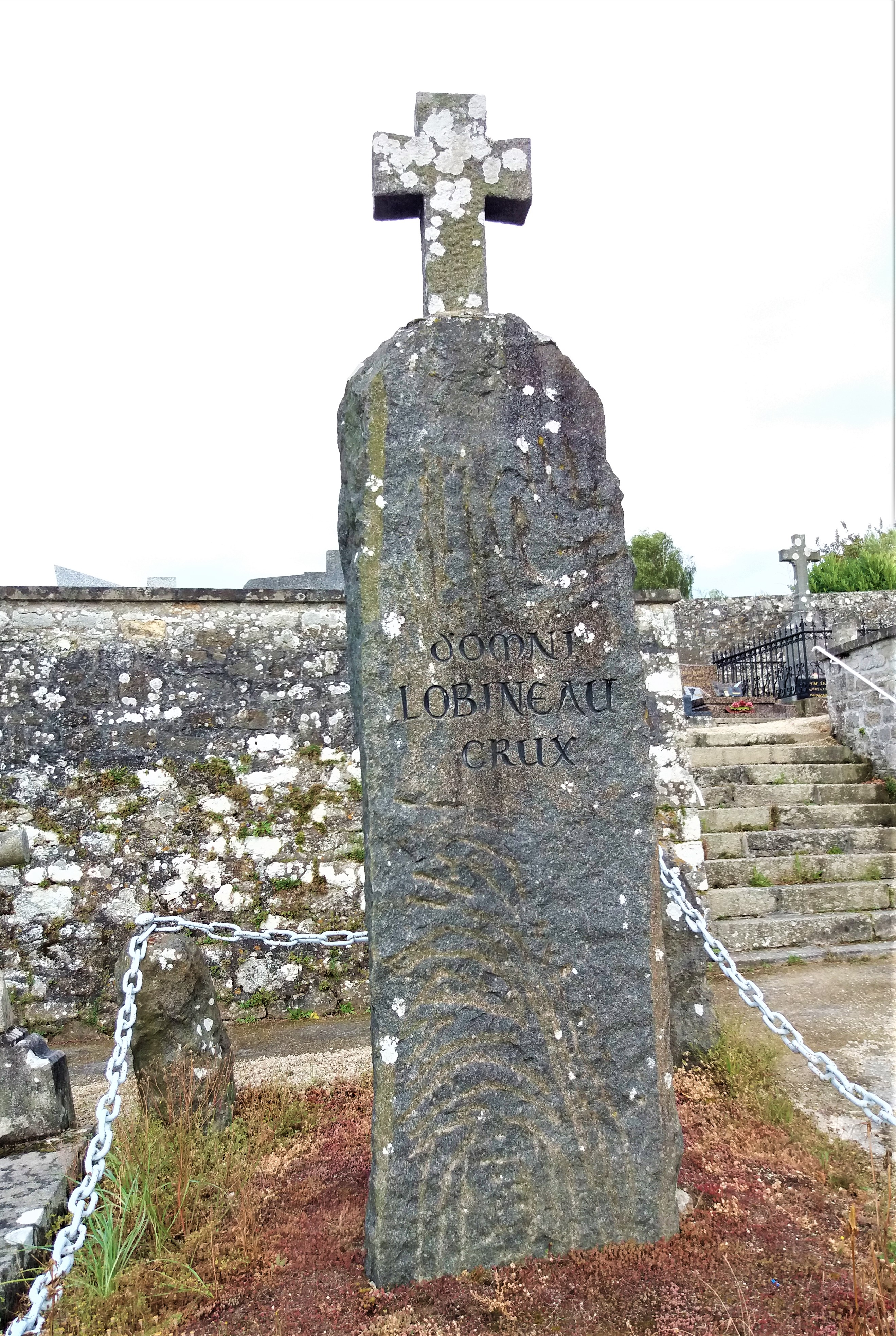
Denkmal für Dom Lobineau